# Jonas Mogensen
Jonas Røn Mogensen (født 1986 i Birkelse) er en dansk standupkomiker og manuskriptforfatter. Han vandt talentprisen i Zulu Comedy Galla 2015. Han har medvirket i juleshow på Comedy Zoo og Comedy Aid. Han har været tekstforfatter på Dybvaaaaad! og været opvarmer ved et af Ruben Søltofts show. Jonas medvirkede i d. 5. Sæson af “Stormester”, som han iøvrigt vandt.
Han har også skrevet og medvirket i serien Minkavlerne sammen med Kasper Gross.
Jonas Mogensen er født i Aalborg men er opvokset i Birkelse. Han har læst jura på Aarhus Universitet, men stoppede på studiet inden sin kandidatopgave.